# Лыков-Оболенский, Борис Михайлович
Князь Борис Михайлович Лыков-Оболенский (1576 — 2 июня 1646) — русский боярин, наместник и воевода, зять патриарха Филарета, один из участников Семибоярщины, чьё имя сохранилось в названии Троице-Лыково.
Представитель княжеского рода Лыковы-Оболенские; по старинным родословцам принадлежит к XXII колену Рюриковичей.

## Биография
В царствование Феодора Иоанновича неоднократно служил рындой в белом платье при приёме послов, исполнял дворцовые службы (1593-1602). В чине стольника, подписался под грамотой об избрании царём Бориса Годунова (01.08.1598). Ездил в Торжок, куда привёз одежду для ехавшего в Москву шведского королевича Густава Эриковича (1599). Отправлен воеводой в Белгород (1602).
При появлении Лжедмитрия I перешёл на его сторону и тот на пути в Москву назначает князя Бориса Михайловича 2-м воеводой Большого полка (1604), он же жалует его Великим кравчим в своём Государственном совете (1605). Пожалован в бояре (13.04.1606). На свадьбе Лжедмитрия I и Марины Мнишек "сидел под боярынями" (08 мая 1606).
После свержения Лжедмитрия I служил царю Василию Шуйскому: участвовал в подавлении восстания И. И. Болотникова (1606-1607) — с князем Я. П. Барятинским в походе под Кромы (1606), с князем А. В. Голицыным в битве при р. Восме (1607), воевода в Переславле-Рязанском (1607). С князем И. С. Куракиным разбил в битве у Медвежьего брода войско Лисовского, а также принимал участие в бою на Ходынке, не позволившем полякам занять Москву (1608). Остановил движение крымцев в битве близ Серпухова (1609). Послан в помощь татарским царевичам, пришедших на помощь В.И. Шуйскому и ушедшим ничего не сделав, едва спасся и ушёл в Москву (1610).
После свержения Василия Шуйского (1610) вошёл в Семибоярщину. Подписался на грамоте бояр к Шеину и Горчакову о сдаче Смоленска Сигизмунду и на грамоте к митрополиту Филарету и Голицыну, чтобы они ехали в Вильно просить Сигизмунда отпустить в Москву сына Владислава на московское царство (февраль 1611).
Возвысился при царе Михаиле Фёдоровиче, признавшем за мужем своей тётки боярский чин, полученный от Лжедмитрия. Активно участвовал в подавлении воровских шаек, появившихся в большом количестве в годы Смуты. За царским столом местничал с Иваном Никитичем Романовым, уехал несмотря на просьбы царя и двукратное приказание ехать к столу, не поехал, сказав: "ехать готов к казни, а меньше Романова не бывать" (17.04.1614), за что был выдан Романову головою. На случай обороны Москвы заведует "за Яузы и Николы Великого" (май 1614). Разгромил отряды атаманов Захария Заруцкого и М. И. Баловнева в Юрьевском-Поволжском уезде (1615). Воевода в Муроме, собирал войска и пошел с ними к Москве (1617). Во время военных действий между Россией и Речью Посполитой командовал отдельным отрядом в Можайске (1618). Ездил в Нижний Новгород для сбора ратных людей и стоял с ними в Можайске, во время похода Владислава (1618).
Возглавлял Разбойный приказ (1619). Первый воевода в Казани (1620-1622). Назначен товарищем к князю Д.М. Черкасскому и за отказ от этого назначения и за бесчестье Черкасского, присуждён к уплате 1200 рублей (1621). Заведовал приказом Сыскных дел (1623). На свадьбе царя Михаила Фёдоровича — конюший (свадебный чин), ездил на аргамаке царя (19.09.1624), а второй свадьбе исполнял те же обязанности (05.02.1626). Послан осмотреть новый каменный город в Можайске (август 1626).  Ведал Монастырским приказом (1628-1629), и назначен управлять так же Ямским приказом (1628-1634).  Наместник Рязанский, был в переговорах с турецким послом (1634). Собирал для ратных дел пятую деньгу в Москве и со всего московского государства, с гостей и со всех торговых людей (май 1634). Наместник Тверской, был в переговорах со шведскими послами (август-сентябрь 1634). Начальник приказа Казанского дворца (1635-1640). Управлял Сибирским приказом (1639-1642).
Чудотворная икона Страстной Божией Матери, хранившаяся князем Лыковым в поместье Палицы, была по приказу царя перевезена в Москву, где на месте её торжественной встречи был заложен Страстной монастырь.
Похоронен в каменной палатке, приделанной к Архангельской церкви в Пафнутьево-Боровском монастыре.
Основную часть родовых владений  Лыкова составляли не «прародительские» вотчины, а пожалованные ему при царе Василии выморочные вотчины князя Ивана Ивановича Курлятева (умер в 1606/07 году) в Оболенском уезде — село Казариново с деревнями, в Боровском  уезде  село Боболи-Алтухово. 

### Семья
Отец — Михаил Юрьевич Лыков-Оболенский (? — 1579), мать — Ефимия (? — 1604).
Брат — Фёдор Михайлович, умер бездетным.
Жена — Анастасия Никитична Романова (? — 9 октября 1655), сестра патриарха Филарета, сын которого, её племянник — Михаил Фёдорович, первый русский царь из рода Романовых.
Дети:
- Ульяна († 1607)
- дочь († в младенчестве);
- Иван († 1624).

А. Н. Нарбут на основании не поименованных источников указывает женой боярина Семёна Урусова дочь Б. М. Лыкова. Село Палицы, действительно, принадлежало после Лыкова сначала Семёну Урусову, а потом его сыну Фёдору. Историк Д. Ф. Кобеко, анализируя челобитные тех лет, предположил наличие ещё трёх дочерей, не указанных в родословных книгах:
- Мария — приезжая боярыня царицы Марии Ильиничны, супруга Ивана Михайловича Шеина (с 1630);
- Феодосия — супруга князя Семёна Андреевича Урусова;
- Елена — супруга князя Фёдора Юрьевича Хворостинина († 1656).

## Память
- Имя князя Лыкова сохранилось в названии принадлежавшего ему села Троице-Лыково (ныне в составе Москвы).
- Дамба, возведённая (1839) на месте деревянного моста через Почайну в Нижнем Новгороде, построенная Б. Лыковым (1619), до сих пор называется Лыковой.